# Groesbeck, Texas
Groesbeck là một thành phố thuộc quận Limestone, tiểu bang Texas, Hoa Kỳ. Năm 2010, dân số của xã này là 4328 người.

## Dân số
- Dân số năm 2000: 4291 người.
- Dân số năm 2010: 4328 người.